# Amastus descimoni
Amastus descimoni är en fjärilsart som beskrevs av De Toulgoët 1977. Amastus descimoni ingår i släktet Amastus och familjen björnspinnare. Inga underarter finns listade i Catalogue of Life.